# Супервівторок

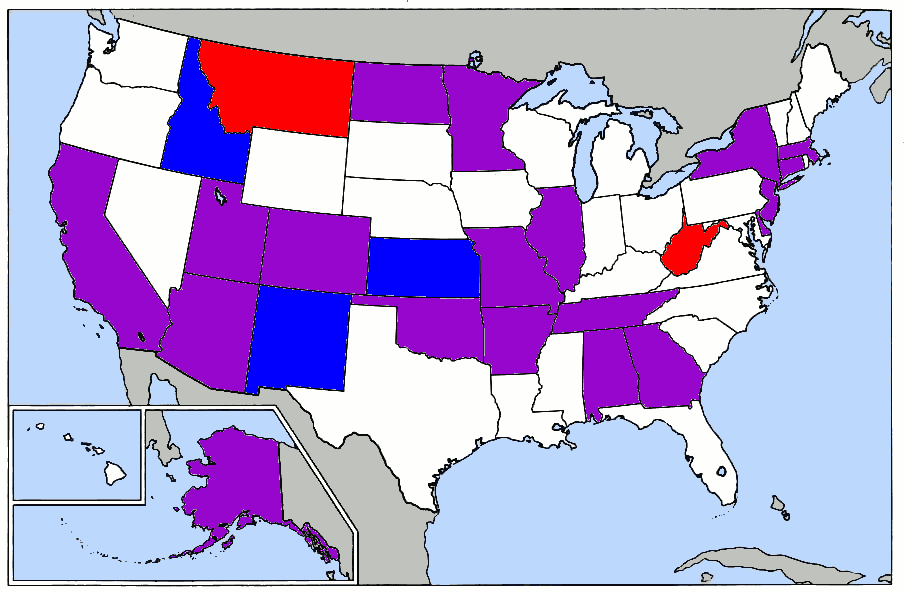
24 штати проводили конкурси або праймеріз у Супервівторок 2008-го. Синій тільки конкурси у демократів, Червоний тільки вибори у республіканців і Фіолетовий вибори і у республіканців, і у демократів

Вперше запроваджений у 1988 році в США Супервівторок (англ. Super Tuesday) — це значуща дата, коли велика кількість штатів одночасно голосує на праймериз, щоб визначитись між кандидатами двох основних політичних партій — Демократичної та Республіканської — хто стане офіційним висуванцем від кожної з них на президентських виборах, що відбудуться на початку листопада. Оскільки це день, коли голосує найбільша кількість штатів, він вважається найважливішим днем праймеріз.

## Список «супервівторків»

### 10 березня 1992 року
Традиція «супервівторка» народилася в 1992 році, коли Білл Клінтон, якого згодом прозвали «Повсталим з мертвих», вийшов переможцем, перемігши в більшості південних штатів після поразки на попередніх праймеріз. Він виграв номінацію і зрештою був обраний Президентом Сполучених Штатів.

### 7 березня 2000 року
Альберт Гор і Джордж Буш-молодший перемогли у цей супервівторок у своїх партіях і були висунуті кандидатами на виборах від своїх політичних партій.

### 5 лютого 2008 року
Зростаючи в розмірах, «супервівторок» 2008 року охопив майже половину штатів США, в ньому взяли участь 24 штати. Половина делегатів від Демократичної партії та 40% делегатів від Республіканської партії були поставлені на карту у двох відкритих праймеріз без явного фаворита. З цієї причини його називали Супер Мега Вівторок, Гіга Вівторок, Вівторок Цунамі, Вівторок Долі або Супер Дупер Вівторок.

### 6 березня 2012 року
У 2012 році «супервівторок» відбувся 6 березня і в ньому взяли участь 419 делегатів (18,3% від загальної кількості) від Республіканської партії (праймеріз Демократичної партії в 2012 році не проводились, оскільки Барак Обама був природним представником партії).

## Значущість
Під час праймеріз п'ятдесят штатів США надсилають делегатів на з'їзди двох основних партій. На цих з'їздах визначаються кандидати в президенти та віцепрезиденти США, а кількість делегатів від штату залежить від його демографічної чисельності.
У цей супервівторок голосуватиме велика кількість штатів, включаючи деякі з найбільш густонаселених в країні, а також штати з великим соціальним розмаїттям. Каліфорнія, наприклад, є найбільш густонаселеним штатом США і має велику кількість іспаномовного населення. На думку деяких, їхній голос на праймеріз відображає думку краще, ніж знамениті кокуси в Айові та праймеріз у Нью-Гемпширі, які зобов'язані своєю популярністю тому, що вони відбуваються першими.
Таким чином, половина делегатів з'їзду призначається в цей день. У 2004 році було призначено 1 151 делегата з 2 162. Політичні оглядачі вважають, що кандидат, який отримає найбільшу кількість делегатів у Супервівторок, гарантовано стане кандидатом у президенти від своєї партії. Так було з Біллом Клінтоном у 1992 році, Бобом Доулом у 1996 році, Джорджем Бушем і Альбертом Гором у 2000 році.
Після останніх президентських виборів деякі штати намагаються координувати дати своїх праймеріз, щоб отримати вигоду від широкого висвітлення в ЗМІ. Наприклад, вівторок лютого відомий як Міні-вівторок, Міні-супер-вівторок або Молодший вівторок.
У 2008 році дата «супервівторка» була перенесена на місяць, щоб дати можливість певним штатам, які традиційно знаходяться в кінці процесу, таким як Каліфорнія, Нью-Йорк і Нью-Джерсі, взяти повноцінну участь у процесі висунення кандидатів. Крім того, цього року голосуватиме рекордна кількість штатів: на кону 24 штати - 22 для демократів і 21 для республіканців.